# Petri-Quartett
Das Petri-Quartett war ein von 1889 bis 1914 bestehendes Streichquartett mit Sitz in Dresden. Namensgeber war der Primarius Henri Petri, seines Zeichens Konzertmeister der Dresdner Hofkapelle. Nach dem Tod Petris übernahm Gustav Havemann die Führung und das Quartett wurde in Dresdner Streichquartett der Königlichen Kapelle umbenannt.
Der Musikwissenschaftler Paul Nettl zählte das Petri-Quartett zu den bekanntesten Quartettvereinigungen des 19. Jahrhunderts. Es pflegte insbesondere die Musik Ludwig van Beethovens, aber auch Werke der Romantik und der Moderne. 1909 gastierte es in der Beethovenhalle beim Kammermusikfest in Bonn. Im selben Jahr war das Ensemble anlässlich des XXXIII. Tonkünstlerfestes des Allgemeinen Deutschen Musikvereins in Dresden für die Aufführung des 1. Streichquartetts, op. 7 von Arnold Schönberg vorgesehen. Es wies das Stück allerdings als unspielbar zurück und das Rosé-Quartett, das bereits die Uraufführung verantwortet hatte, musste die Aufführung übernehmen.
Der Maler Robert Sterl fertigte 1907 ein Ölgemälde an, auf dem die Musiker Petri, Warwas, Spitzner und Wille dargestellt sind. Dieses war bis zum Kriegsverlust im Bestand der Gemäldegalerie Alte Meister in Dresden und wurde 1908 auf der Großen Kunstausstellung gezeigt. Das Originalnegativ (schwarzweiß) befindet sich in der Deutschen Fotothek der Sächsischen Landesbibliothek – Staats- und Universitätsbibliothek Dresden.

## Mitglieder
- 1. Violine: Henri Petri (1889–1914)
- 2. Violine: Max Lewinger (1889–1899), Egon Petri (1899–1901), Theodor Bauer (1901–1911) und Erdmann Warwas (1911–1914)
- Viola: Theodor Bauer (1889–1899), Bernhard Unkenstein (1899–1901) und Alfred Spitzner (1901–1914)
- Violoncello: Georg Wille (1889–1914)